# Parchowo (gmina)
Parchowo (kaszb. Gmina Parchòwò) – gmina wiejska w województwie pomorskim, w powiecie bytowskim. W latach 1975–1998 gmina położona była w województwie słupskim. W 2010 roku w gminie wprowadzono język kaszubski jako język pomocniczy.
W skład gminy wchodzi 11 sołectw: Chośnica, Gołczewo, Grabowo Parchowskie, Jamno, Jeleńcz, Nakla, Nowa Wieś, Parchowo, Soszyca, Sylczno, Żukówko.
Siedziba gminy to Parchowo.
Według danych z 31 grudnia 2017 roku gminę zamieszkiwało 3724 osób.

## Miejscowości
| Wykaz miejscowości podstawowych i ich integralnych części w administracji gminy Parchowo                                                                                                   | Wykaz miejscowości podstawowych i ich integralnych części w administracji gminy Parchowo | Wykaz miejscowości podstawowych i ich integralnych części w administracji gminy Parchowo | Wykaz miejscowości podstawowych i ich integralnych części w administracji gminy Parchowo | Wykaz miejscowości podstawowych i ich integralnych części w administracji gminy Parchowo |
| Nazwa miejscowości | Rodzaj miejscowości                                                                      | Miejscowość podstawowa                                                                   | SIMC                                                                                     | Położenie geograficzne                                                                   |
| --- | ---------------------------------------------------------------------------------------- | ---------------------------------------------------------------------------------------- | ---------------------------------------------------------------------------------------- | ---------------------------------------------------------------------------------------- |
| Baranowo | wieś                                                                                     |                                                                                          | 0748833                                                                                  | 54°16′32″N 17°39′48″E/54,275556 17,663333                                                |
| Bawernica | wieś                                                                                     |                                                                                          | 0748626                                                                                  | 54°17′05″N 17°41′48″E/54,284722 17,696667                                                |
| Bylina | wieś                                                                                     |                                                                                          | 0748951                                                                                  | 54°14′48″N 17°36′34″E/54,246667 17,609444                                                |
| Ceglarnia | przysiółek wsi                                                                           | Jamno                                                                                    | 0748715                                                                                  | 54°13′12″N 17°39′12″E/54,220000 17,653333                                                |
| Chałupa | osada                                                                                    | Chośnica                                                                                 | 0748649                                                                                  | 54°15′06″N 17°40′41″E/54,251667 17,678056                                                |
| Chośnica | wieś                                                                                     |                                                                                          | 0748632                                                                                  | 54°16′04″N 17°40′17″E/54,267778 17,671389                                                |
| Folwark | osada                                                                                    | Chośnica                                                                                 | 0748655                                                                                  | 54°16′03″N 17°42′50″E/54,267500 17,713889                                                |
| Frydrychowo | przysiółek wsi                                                                           | Parchowo                                                                                 | 0748885                                                                                  | 54°12′30″N 17°43′00″E/54,208333 17,716667                                                |
| Garbacz | przysiółek wsi                                                                           | Sylczno                                                                                  | 0748922                                                                                  | 54°09′02″N 17°42′33″E/54,150556 17,709167                                                |
| Glinowo-Leśniczówka | część wsi                                                                                | Nakla                                                                                    | 0748767                                                                                  | 54°10′05″N 17°39′56″E/54,168056 17,665556                                                |
| Gołcewo | część wsi                                                                                | Gołczewo                                                                                 | 0748678                                                                                  | 54°11′49″N 17°38′32″E/54,196944 17,642222                                                |
| Gołczewo | wieś                                                                                     |                                                                                          | 0748661                                                                                  | 54°11′31″N 17°38′22″E/54,191944 17,639444                                                |
| Grabowo Parchowskie | wieś                                                                                     |                                                                                          | 0748684                                                                                  | 54°11′33″N 17°43′21″E/54,192500 17,722500                                                |
| Jamno | wieś                                                                                     |                                                                                          | 0748690                                                                                  | 54°12′57″N 17°37′53″E/54,215833 17,631389                                                |
| Jamnowski Młyn | przysiółek wsi                                                                           | Jamno                                                                                    | 0748709                                                                                  | 54°13′07″N 17°39′32″E/54,218611 17,658889                                                |
| Jeleńcz | wieś                                                                                     |                                                                                          | 0748738                                                                                  | 54°10′26″N 17°38′30″E/54,173889 17,641667                                                |
| Józefata Dolina | część wsi                                                                                | Nakla                                                                                    | 0748773                                                                                  | 54°08′50″N 17°43′06″E/54,147222 17,718333                                                |
| Karłowo | wieś                                                                                     |                                                                                          | 0748856                                                                                  | 54°11′31″N 17°42′12″E/54,191944 17,703333                                                |
| Kłótnica | część wsi                                                                                | Nakla                                                                                    | 0748780                                                                                  | 54°08′45″N 17°42′10″E/54,145833 17,702778                                                |
| Mirosław | część wsi                                                                                | Jeleńcz                                                                                  | 0748744                                                                                  | 54°10′18″N 17°37′39″E/54,171667 17,627500                                                |
| Nakla | wieś                                                                                     |                                                                                          | 0748750                                                                                  | 54°08′53″N 17°41′18″E/54,148056 17,688333                                                |
| Nowa Wieś | wieś                                                                                     |                                                                                          | 0748827                                                                                  | 54°17′18″N 17°41′02″E/54,288333 17,683889                                                |
| Parchowo | osada leśna                                                                              | Jamno                                                                                    | 0748721                                                                                  | 54°13′54″N 17°40′06″E/54,231667 17,668333                                                |
| Parchowo | wieś                                                                                     |                                                                                          | 0748840                                                                                  | 54°12′24″N 17°40′07″E/54,206667 17,668611                                                |
| Parchowski Bór | przysiółek wsi                                                                           | Parchowo                                                                                 | 0748891                                                                                  | 54°13′45″N 17°42′01″E/54,229167 17,700278                                                |
| Parchowski Młyn | przysiółek wsi                                                                           | Parchowo                                                                                 | 0748900                                                                                  | 54°12′47″N 17°43′00″E/54,213056 17,716667                                                |
| Skrobacz | część wsi                                                                                | Nakla                                                                                    | 0748796                                                                                  | 54°08′51″N 17°42′24″E/54,147500 17,706667                                                |
| Soszyca | wieś                                                                                     |                                                                                          | 0748968                                                                                  | 54°15′09″N 17°34′48″E/54,252500 17,580000                                                |
| Struga | wieś                                                                                     |                                                                                          | 0748974                                                                                  | 54°15′12″N 17°35′20″E/54,253333 17,588889                                                |
| Sumin | osada                                                                                    | Sylczno                                                                                  | 0748939                                                                                  | 54°09′58″N 17°46′10″E/54,166111 17,769444                                                |
| Sylczno | wieś                                                                                     |                                                                                          | 0748916                                                                                  | 54°09′58″N 17°44′11″E/54,166111 17,736389                                                |
| Wiślany | część wsi                                                                                | Parchowo                                                                                 | 0748862                                                                                  | 54°11′46″N 17°40′52″E/54,196111 17,681111                                                |
| Wola | część wsi                                                                                | Nakla                                                                                    | 0748804                                                                                  | 54°08′41″N 17°41′46″E/54,144722 17,696111                                                |
| Wygoda | przysiółek wsi                                                                           | Nakla                                                                                    | 0748810                                                                                  | 54°08′18″N 17°41′09″E/54,138333 17,685833                                                |
| Zielony Dwór | wieś                                                                                     |                                                                                          | 0748879                                                                                  | 54°11′41″N 17°41′59″E/54,194722 17,699722                                                |
| Żukówko | wieś                                                                                     |                                                                                          | 0748945                                                                                  | 54°13′37″N 17°35′56″E/54,226944 17,598889                                                |
| Źródła: Wykaz urzędowych nazw miejscowości i ich części (xls), Dz.U. z 2013 r. poz. 200 oraz Dz.U. z 2015 r. poz. 1636, Zbiory danych państwowego rejestru nazw geograficznych -2025-06-15 |                                                                                          |                                                                                          |                                                                                          |                                                                                          |

Według danych z 30 grudnia 2006 gminę zamieszkiwały 3622 osoby.
Według ustawy z dnia 6 stycznia 2005 r. o mniejszościach narodowych i etnicznych oraz o języku regionalnym, istnieje możliwość używania przed organami gminy, obok języka urzędowego, języka kaszubskiego jako języka pomocniczego.
Gmina jest gminą dwujęzyczną – według danych pochodzących ze spisu powszechnego przeprowadzonego w 2002 roku, 22,6% ludności gminy posługuje się językiem kaszubskim.

## Struktura powierzchni
Według danych z roku 2002 gmina Parchowo ma obszar 130,91 km², w tym:
- użytki rolne: 40%
- użytki leśne: 49%

Gmina stanowi 5,97% powierzchni powiatu.

## Demografia

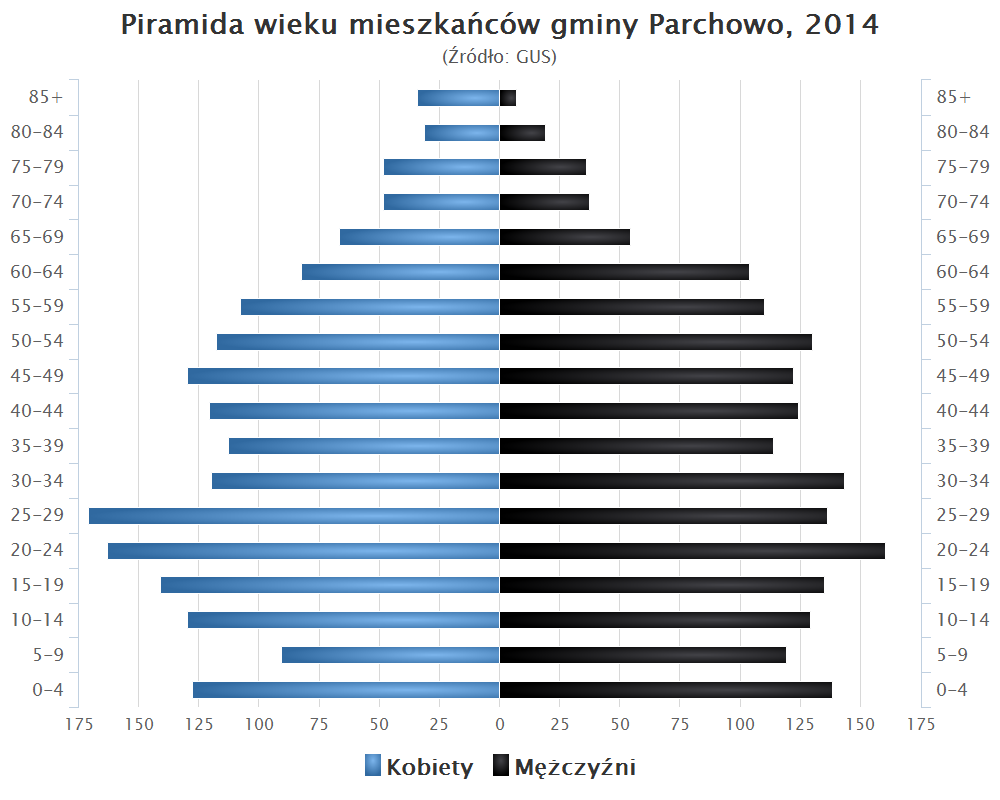
Piramida wieku mieszkańców gminy Parchowo w 2014 roku

Dane z 30 czerwca 2004:
| Opis                              | Ogółem | Ogółem | Kobiety | Kobiety | Mężczyźni | Mężczyźni |
| --------------------------------- | ------ | ------ | ------- | ------- | --------- | --------- |
| jednostka                         | osób   | %      | osób    | %       | osób      | %         |
| populacja                         | 3392   | 100    | 1707    | 50,3    | 1685      | 49,7      |
| gęstość zaludnienia (mieszk./km²) | 25,9   | 25,9   | 13      | 13      | 12,9      | 12,9      |

## Pozostałe miejscowości niesołeckie

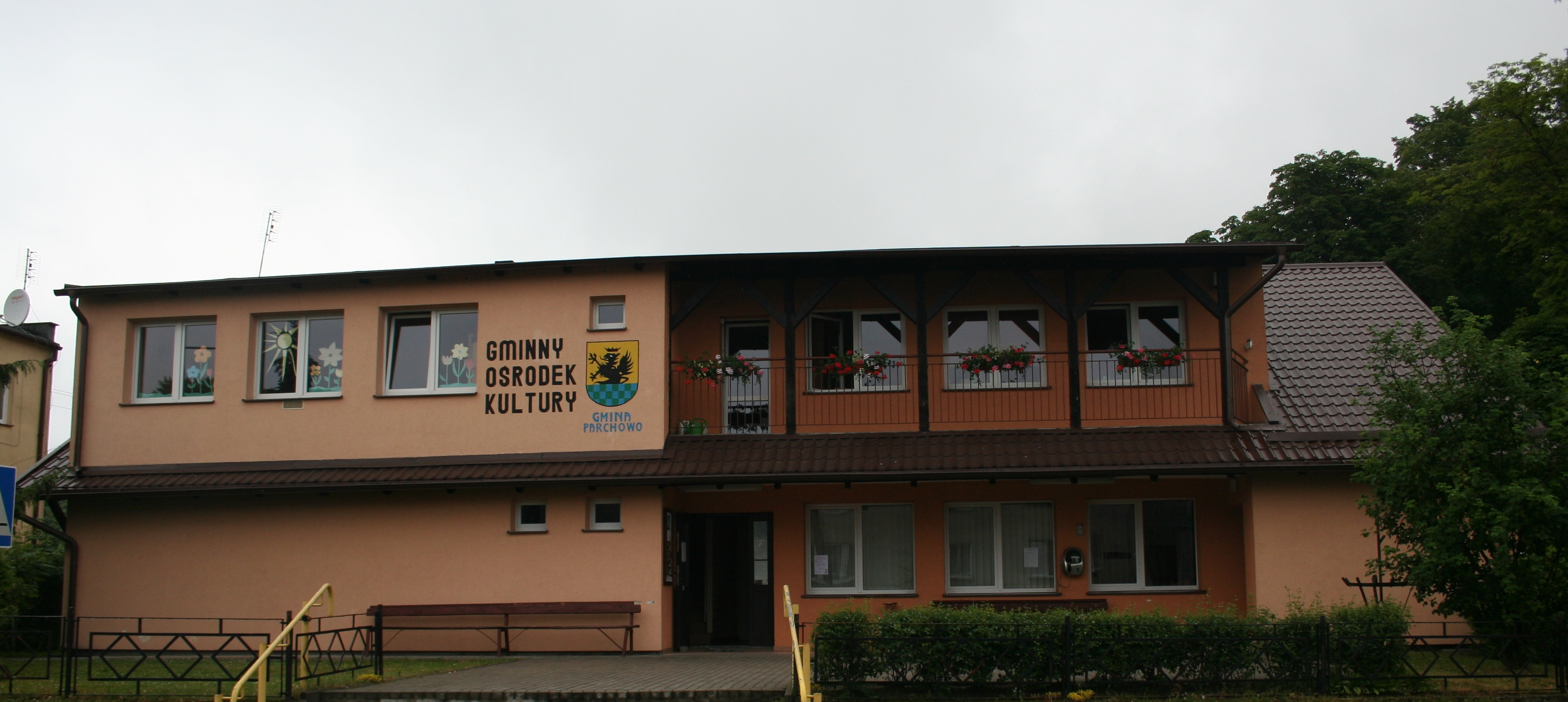
Gminny Ośrodek Kultury w Parchowie

Baranowo, Bawernica, Bylina, Chałupa, Frydrychowo, Glinowo-Leśniczówka, Grabacz, Jamnowski Młyn, Karłowo, Folwark, Parchowski Bór, Parchowski Młyn, Struga, Wiślany, Wygoda, Zielony Dwór.

## Ochrona przyrody
- Rezerwat przyrody Jeziorka Chośnickie

## Komunikacja
Przez południową część gminy przebiega droga krajowa nr 20 ze Stargardu do Gdyni oraz droga wojewódzka nr 228 z Kartuz do Bytowa.

## Sąsiednie gminy
Bytów, Czarna Dąbrówka, Lipusz, Sierakowice, Studzienice, Sulęczyno